# Альтернативный фотопроцесс
Альтернативный фотопроцесс — термин, использующийся для названия технологий фотопечати, отличающихся от общепринятых в современной фотографии. На сегодняшний день (2022 год) традиционными считаются желатиносеребряный фотопроцесс в аналоговой фотографии и лазерная или струйная печать в цифровой. В качестве альтернативных чаще всего выступают устаревшие фотопроцессы, называемые также историческими или бессеребряными. Большинство из этих процессов были изобретены более 100 лет назад и использовались ранними фотографами.
Альтернативные процессы получили распространение после наступления цифровых технологий и популярны в среде фотохудожников. Часто технология, использовавшаяся несколько десятилетий назад, видоизменяется с использованием современных достижений фотографии, например вывода промежуточных негативов с помощью цифрового принтера.

## Примеры
- Кофенол;
- Дагеротипия;
- Гуммиарабиковая фотопечать;
- Пигментная фотопечать;
- Масляная фотопечать;
- Платиновая фотопечать;
- Карбоновая печать;
- Цианотипия;
- Мокрый и сухой коллодионный процесс, в том числе в виде амбротипии и тинтайпа;
- Масляные пигментные процессы, например бромойль;
- Солевая печать;